# Kuvikfecskealakúak

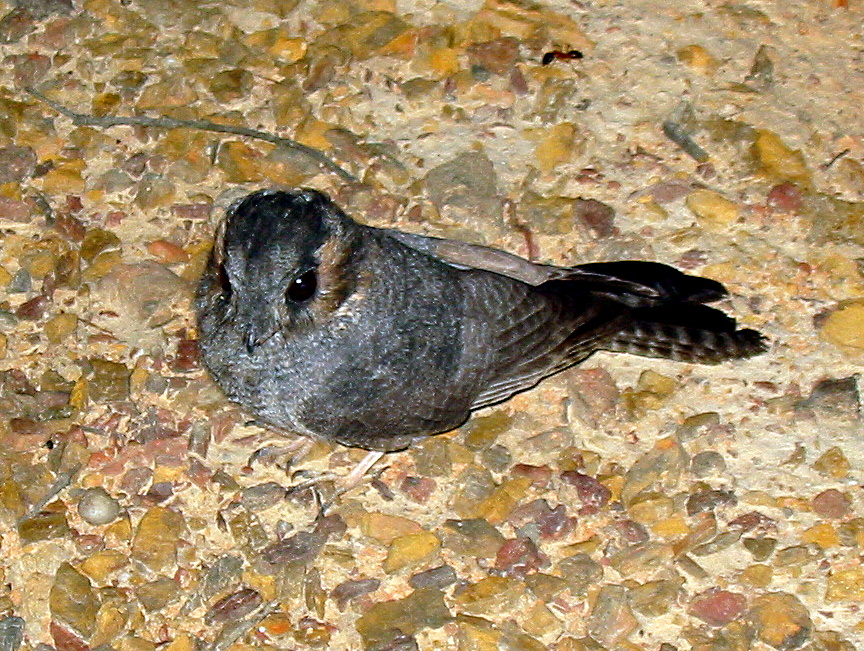
Az ausztrál kuvikfecske (Aegotheles cristatus) a legjobban ismert faj a családból

A kuvikfecskealakúak (Aegotheliformes) a madarak (Aves) osztályának egyik rendje, melybe csak egyetlen egy család, a kuvikfecskefélék (Aegothelidae) tartozik.
Korábban a családot a sarlósfecske-alakúak (Apodiformes) rendjébe sorolták, más rendszerezők a lappantyúalakúakkal (Caprimulgiformes) és a bagolyalakúakkal (Strigiformes) is megpróbálták rokonítani őket.

## Rendszerezés
A család az alábbi nemet és fajokat foglalja magában:
- Aegotheles (Vigors & Horsfield, 1827) – 11 faj.
  - új-kaledón kuvikfecske (Aegotheles savesi)
  - pápua kuvikfecske (Aegotheles insignis vagy Euaegotheles insignis)
  - síksági kuvikfecske (Aegotheles tatei vagy Euaegotheles tatei)
  - foltos kuvikfecske (Aegotheles wallacii)
  - Aegotheles salvadorii
  - erdei kuvikfecske (Aegotheles archboldi)
  - hegyi kuvikfecske (Aegotheles albertisii)
  - kontyos kuvikfecske (Aegotheles crinifrons vagy Euaegotheles crinifrons)
  - ausztrál kuvikfecske (Aegotheles cristatus)
  - szalagos kuvikfecske (Aegotheles bennettii)
  - Aegotheles affinis

## Megjelenésük
A közeli rokon bagolyfecskefélék (Podagridae) családjához hasonlóan éjszakai életmódú fajok, de azoktól kisebbek.
Fejük viszonylag nagy, szemük előrenéző. Csőrük viszonylag kicsi, a csőr tövénél hosszú bajuszsertékkel. Szárnyuk lekerekített, farkuk aránylag hosszú, csűdjük és lábujjaik a fecskékhez hasonlóan gyengék.

## Elterjedésük
A család legtöbb faja Új-Guinea szigetén él. A szalagos kuvikfecske (Aegotheles bennettii) és a síksági kuvikfecske (Aegotheles tatei) az alacsony fekvésű erdőkben él a szigeten, míg a pápua kuvikfecske (Aegotheles insignis) és a hegyi kuvikfecske (Aegotheles albertisii) a hegyvidéki erdőkben fordul elő.
Az ausztrál kuvikfecske (Aegotheles cristatus) a legnagyobb elterjedésű faj, Új-Guinea déli része mellett Ausztrália legnagyobb részén és Tasmania szigetén is honos.
Ez a többi fajtól eltérően nem csak erdőkben, hanem nyíltabb, bokros vidékeken is megtelepszik.
A kontyos kuvikfecske (Aegotheles crinifrons) csak a Maluku-szigetek egyikén, Halmahera szigetén fordul elő.
A ritka új-kaledón kuvikfecske (Aegotheles savesi) kizárólag Új-Kaledónia hegyvidéki erdeiben honos. Ez a faj csupán egy 1880-ban gyűjtött példányról volt ismert, és már hosszú ideje kihaltnak vélték, amikor 1998-ban egy megfigyelés alapján újra felfedezték.
Franciaországi, eocénkori maradványok (nagyjából 38 millió évvel ezelőttről) bizonyítják, hogy a kuvikfecskék korábban jóval nagyobb elterjedési területtel rendelkeztek.
Új-Zéland területén talált, néhány ezeréves fosszilis leletek egy ez idő tájt élt röpképtelen vagy nagyon gyengén repülő fajra (Megaegotheles novaezealandiae) utalnak.

## Életmódjuk
Életmódjukra vonatkozó információk jórészt csak a valamivel jobban ismert ausztrál kuvikfecske vonatkozásában vannak a tudománynak.
A kuvikfecskék valamely faágon való leshelyükről rövid rárepüléssel, légykapószerűen vadásznak az éjszaka repülő rovarokra.
Az ausztrál kuvikfecske tápláléka elég széles spektrumú. Különösen kedveli a bogarakat, a szárnyas hangyákat, a szöcskéket, sáskákat, de fogyaszt pókokat és Ikerszelvényeseket is.